# Предраг Матвејевић
Предраг Матвејевић (Мостар, 7. октобра 1932 — Загреб, 2. фебруара 2017) био је босанскохерцеговачки и хрватски писац, публицист, хрватски и италијански држављанин, члан Академије наука и умјетности БиХ од 2002. године. Матвејевић припада међу најпревођеније хрватске књижевнике у свету.
Његово најпознатије дело "Медитерански бревијар" преведено је на 23 језика.

## Биографија
Матвејевић се родио у Мостару 1932. године, од оца Всеволода Николајевича Матвејевића, руског порекла, рођенога у украјинској Одеси, који је након повратка из ратног заробљеништва у Немачкој у Мостару био судија 1945. године. Према Предраговим изјавама на ХРТ-у 2012, његов отац је имао бољшевичка уверења и велике симпатије према руској култури иако су његов отац и брат умрли од глади у Гулагу. Предрагова мајка Ангелина (р. Павић) била је Хрватица из БиХ, а њена страна породице имала је битан утицај на његово рано образовање у католичкој средини. Након школовања у родном Мостару, где је био и партизански курир, започиње студије француског језика и књижевности у Сарајеву које је завршио у Загребу. Године 1967. докторирао је на универзитету Сорбона у Паризу дисертацијом о ангажованом и пригодном песништву.
Од 1959. до 1991. године предавао је француску књижевност на Филозофском факултету Универзитета у Загребу. За време ратних сукоба у Хрватској, као пензионер, напустио је Загреб и од 1991. до 1994. предавао је словенску књижевност на Трећему париском универзитету (Nouvelle Sorbonn). Од 1994. до 2007. предавао је српски и хрватски језик и српску и хрватску књижевност на Римском Универзитету La Sapienza.
Матвејевић је примио један почасни докторат у Француској (Перпињан) и два у Италији (Ђенова, Трст), а додељен му је 2002. године и почасни докторат на Универзитету "Џемал Биједић" у његову родном Мостару.
Матвејевић је је један од најпревођенијих хрватских аутора у свету. Његов "Медитерански бревијар" преведен је на 23 језика (само у Италији продат је у више од 300.000 примерака), а "Друга Венеција" преко 10.000 примерака. Матвејевићеву публицистичка књигу "Југославенство данас", која је била врло читана у бившој СФР Југославији уредили су Јован Радуловић и Рајко П. Ного а објавио је београдски БИГЗ 1984. као џепно издање у 30.000 примерака.
Био је председник Хрватског центра ПЕН-a од 1980. до 1989. године.
Био је почасни доживотни потпредседник Међународног ПЕН клуба у Лондону од 1990. године; председник Научног већа медитеранског лабораторија у Напуљу. Био је саветник за политику према Средоземљу у Европској комисији и члан Савета политичке странке СРП којом је председавао Стипе Шувар у Загребу.
Матвејевић је 1989. године, заједно са Милорадом Пуповцем, Жарком Пуховским и Бранком Хорватом и уз подршку генерала Коче Поповића , био међу оснивачима Удружења за југословенску демократску иницијативу (УЈДИ), прве независне политичке асоцијације у тадашњој СФР Југославији, која је имала службени слоган "Југославија, или рат!" и у Загребу је претходила оснивању националних странака ХСЛС, и ХДЗ. Био је члан Савета левог часописа Нови Пламен.
На парламентарним изборима у Хрватској 1992. године био је службени кандидат за посланика у Хрватском сабору на страначкој листи пројугословенске Социјално-демократске уније.
Године 1999. био је, као држављанин Италије, кандидат италијанских комуниста на изборима за парламент ЕУ.
Носилац је одликовања која су му доделили председници Републике у Француској (Легија части), Хрватској (Ред Данице хрватске), Словенији и Италији.
Предраг Матвејевић је 2020. године добио постхумну француску књижевну награду Jean d'Ormesson за књигу "Медитерански бревијар".

## Осуде и клевете
Дана 10. новембра 2001. Предраг Матвејевић је у загребачком Јутарњем листу објавио текст под називом Наши талибани. У том новинарском чланку захтевао је да неки суд "строжи од Хашкога трибунала", попут комунистичких "судова који су судили колаборантима фашизма" пресуди књижевницима Добрици Ћосићу, Матији Бећковићу, Моми Капору, Рајку Петрову Ногу, Гојку Ђогу, Ивану Аралици, Анђелку Вулетићу и Милету Пешорди као "квислиншким писцима" одговорним за злочине почињене у агресији на БиХ, писао је Матвејевић. Пешорда је у недељнику "Фокус" тврдње П. Матвејевића именовао вербалним политичким атентатом "Матвејевићев вербални атентат на Пешорду", (Фокус бр.81., стр.2., Загреб, 29. новембар 2001). Једини од свих поменутих тужио је Матвејевића Опћинском суду у Загребу за клевету и започео парницу у марту 2003. Дана 2. 11. 2005. Матвејевић је проглашен кривим за злодело клевете и увреде Милета Пешорде и осуђен је на петомесечну условну казну, објаву пресуде у Јутарњем листу о свом трошку и да плати 5000 куна судских трошкова. Матвејевић се није жалио на пресуду већ је, с директном подршком хрватског премијера и председника ХДЗ-а Иве Санадера, покренуо међународну кампању против пресуде, која је изазвала организовани протест више истакнутих писаца у Европи. Изјавио је тада да би жалбом признао пресуду и оног ко је пресуду изрекао. Пресуда је 20. децембра 2005. постала правоснажна, а њену законитост потврдио је 23.09.2009. Врховни суд Хрватске и одбио захтев главног државног одвјетника Републике Хрватске да поништи пресуду.
Велики одјек у хрватској јавности добили су чланци "Матвејевићева вјешала за хрватске књижевнике" Дарка Ковачића у загребачком недељнику "Фокус" од 11 .11.2005, и политолошки есеј Здравка Томца "Предраг Матвејевић брани и заступа великосрпска и четничка стајалишта", објављен у загребачком недељнику "Фокус" 25. априла. 2008. и анализа др. Звонимира Шепаровића "Клевета је озбиљан злочин". Тадашњи председник Хрватске Иво Јосиповић именовао је Матвејевића за представника Републике Хрватске у Међународној организацији франкофоних држава, износећи тврдње у свом писму Ле Монду да иако је правоснажно осуђен, Матвејевић није починио злочин клевете и увреде. Због тога је потом Јосиповића напало удружења хрватских судија. Владимир Гредељ (бивши председник удружења хрватских судија) је у колумни у Вечерњем листу назвао такав поступак Јосиповића бизарним и срамотним оценивши то као крајње неприкладно, уједно и увреду Врховног суда Хрватске, Матвејевићево именовање на државну дужност као особе која је јавно изјавила да не признаје хрватске законе.

### Књиге објављене првобитно на француском језику
- Pour une poétique de l'événement (préface de J.-M. Palmier, Париз, 1979, Букурешт, 1980, Скопље, 1983)
- De la dissidence (Lausanne, 1996)
- Le monde «ex» - Confessions (postface de Robet Bréchon, Pariz 1996, Milano, 1996, Zürich, 1996)
- La Méditerranée et l'Europe - Leçons au College de France (Pariz, 1998, Milano, 1998)
- Les Seigneurs de la guerre (sous la direction de P. Matvejevitch, Pariz, 1999, Milano, 1999, Prag, 2003)
- L'Ile-Méditerranée (Pariz, 2000)

### Књиге објављене првобитно на италијанском језику
- Sarajevo (Milano 1995);
- Ex-Jugoslavia : diario di una guerra (Napulj, 1995)
- Tra asilo ed esilio (intervista a cura di Danilo De Marco, Montereale, 1997)
- Golfo di Venezia (Venezia 1997);
- Isolario Mediterraneo (Milano 2000);
- Sul Danubio (Rim, 2001)
- Compendio d'irriverenza (a cura di Sergej Roić, Lugano, 2001)
- Lo specchio del Mare mediterraneo (Lecce 2002);
- Un'Europa maledetta (Milano, 2005.

## Награде
Предраг Матвејевић је добио низ награда, међу којима су:
- Годишња награда Владимир Назор 1975. године,
- Награду “Малапарте” 1991. године за најбољу страну књигу,
- 1993. године у Паризу награда за Најбољу књигу на страном језику у категорији есеја.